# Вінна-Ґура (Великопольське воєводство)
Вінна-Ґура (пол. Winna Góra, нім. Winnenberg) — село в Польщі, у гміні Сьрода-Велькопольська Сьредського повіту Великопольського воєводства. Населення — 398 осіб (2011).
У 1975-1998 роках село належало до Познанського воєводства.

## Демографія
Демографічна структура станом на 31 березня 2011 року:
|          | Загалом | Допрацездатний вік | Працездатний вік | Постпрацездатний вік |
| -------- | ------- | ------------------ | ---------------- | -------------------- |
| Чоловіки | 201     | 49                 | 136              | 16                   |
| Жінки    | 197     | 40                 | 117              | 40                   |
| Разом    | 398     | 89                 | 253              | 56                   |